# كريس ريمو
كريس ريمو (بالإنجليزية: Chris Remo)‏ هو ملحن أمريكي، ولد في 10 سبتمبر 1984 في سان فرانسيسكو في الولايات المتحدة.

## في مجال ألعاب الفيديو
قام كريس ريمو بتوزيع الموسيقى الخاصة بلعبة فاير ووتش.

## وصلات خارجية
- الموقع الرسمي
- كريس ريمو على موقع ميوزك برينز (الإنجليزية)
- كريس ريمو على موقع ديسكوغز (الإنجليزية)